# Sommer-Paralympics 2016/Teilnehmer (Madagaskar)
| stlisierte Goldmedaille | stlisierte Silbermedaille | stlisierte Bronzemedaille |
| ----------------------- | ------------------------- | ------------------------- |
| —                       | —                         | —                         |

Madagaskar entsendete zu den Paralympischen Sommerspielen 2016 in Rio de Janeiro einen Athleten.

## Teilnehmer nach Sportart

### Leichtathletik
Männer:
- Revelinot Raherinandrasana (1500 Meter T45/46, Zeit: 4:38.60, Platz: 10)